# 帕维尔·叶菲莫维奇·埃利亚斯贝格
帕维尔·叶菲莫维奇·埃利亚斯贝格（羅馬化：Pavel Efimovich El'yasberg；1914年6月5日—1988年3月30日）技术科学博士與教授，是苏联航天弹道学的奠基人之一。曾获得两次红星勋章，二级卫国战争勋章，荣誉勋章，列宁奖。

## 生平
埃利亚斯贝格於1914年6月5日出生于日托米尔的一个犹太家庭。父亲哈伊姆·别罗维奇·埃利亚斯贝格出身于维尔纽斯一个富裕家庭，接受过大学教育，成为崩得的杰出人物。母亲黛博拉·哈伊莫夫娜毕业于别斯图热夫医学课程。兄弟马克西姆·叶菲莫维奇·埃利亚斯贝格是苏联科学家、设计师。1920年全家搬到基辅。
1939年毕业于基辅大学研究生院，是米哈伊尔·拉夫连季耶夫的学生。同年10月参加红军。1940年2月，任外高加索军区第75步兵团班长。1940年6月起，在一家火炮修理厂担任武器检修员。1941年11月至1945年5月，参加卫国战争，期间晋升为火炮修理厂的负责人。
1947年1月起，在布尔舍沃的 苏联国防部第四研究所（НИИ-4 МО）工作。。1968年5月调入预备役后，任苏联科学院空间研究所弹道部主任。自1963年起在莫斯科国立大学任教，担任理论力学系教授。
1988年3月30日去世，安葬在莫斯科沃斯特里亚科夫公墓（第32号）。